# Ántifo (hijo de Príamo)
En la mitología griega, Ántifo (en griego antiguo: Ἀντιφος/Antiphos) es un príncipe troyano, uno de los hijos de Hécuba y de Príamo.

## Mito
Su muerte es relatada en la Ilíada: pereció poco después que su hermano Isos, muertos ambos a manos de Agamenón. Homero cuenta en los siguientes versos una anécdota sobre lo sucedido a Ántifo y su inseparable hermano, mientras guardaban los rebaños de ovejas en el monte Ida. Aquiles les sorprendió y los ató. Los liberó tras el pago de un rescate. Cuando murieron compartían el mismo carro de guerra, sosteniendo las riendas Isos. Ántifo murió de un espadazo propinado por el atrida en la oreja, e Isos de un lanzazo justo por encima del pecho, en la tetilla. Según Higino, quien mató a Ántifo fue Sarpedón.